# Eumantispa araucariae
Eumantispa araucariae is een insect uit de familie van de Mantispidae, die tot de orde netvleugeligen (Neuroptera) behoort. 
Eumantispa araucariae is voor het eerst wetenschappelijk beschreven door Handschin in 1961.